# مینامی شیمیزو
می‌نامی شیمیزو (انگلیسی: Minami Shimizu؛ زادهٔ ۱۴ ژوئیهٔ ۱۹۹۳) بازیکن هاکی روی چمن زن اهل ژاپن است.